# Kanton Nîmes-2
Kanton Nîmes-2 is een kanton van het Franse departement Gard. Het kanton maakt deel uit van het arrondissement Nîmes.

## Gemeenten
Het kanton Nîmes-2 omvat enkel een deel van de gemeente Nîmes.

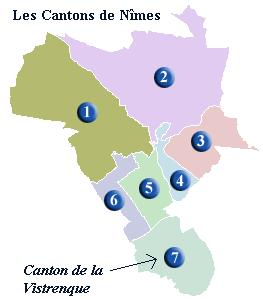
kantonindeling tot 2014

Tot 2014 waren dat de volgende wijken:
- Ecusson (Noordkant)
- Vauban
- La Croix-de-Fer
- Richelieu
- Route d'Uzès
- Le Creux de l'Assemblée
- Le Rendez-Vous
- Ventabren
- La Planète
- Russan-Terres de Rouvière
- Courbessac
- Mas de Mingue
- La Gazelle
- Camp des Garrigues

Bij de herindeling van de kantons door het decreet van 24 februari 2014, met uitwerking op 22 maart 2015, werden de grenzen van de kantons binnen de gemeente gewijzigd. Sindsdien omvat het kanton een oostelijk deel van Nîmes.